# Karate u Hrvatskoj

## Povijest karatea u Hrvatskoj
U Zagrebu je 1951. godine osnovan Akademski jiu-do klub "Zagreb" u sklopu Sveučilišta u Zagrebu koji 1952. godine postaje članom Akademskog sportskog društva "Mladost" te mjenja ime u Akademski judo klub "Mladost" a 1957. godine osnovan je Judo klub "Kata". 
Kao i u većini europskih klubova i u Akademskom judo klubu "Mladost" i u Judo klubu "Kata" se je vježbao karate a čiji članovi su bili Žarko Modrić, Berislav Jandrić, Emin Topić,  Nikola Pečko, Željko Iljadica, Jadranko Jurjević itd. 
Vijetnamski trener Trin Tan Tana prvi je demonstrirao karate vještinu u Hrvatskoj 1960. godine u dvorani Akademskog judo kluba "Mladost" u Zagrebu.
Prvi japanski instruktor koji je održao seminar u Hrvatskoj bio je Tetsuji Murakami 1964. godine a za njime su sljedili Yoshinao Nanbu (1967.), Tatsuo Mochizuki (1969.), Hanshi Chojiro Tani (1969. i 1970.), Yasuhiro Suzuki (1971.), Satoru Hanai (1972.), Taiji Kase (1973.) itd. 
Krajem 1966. godine osnovan je Karate klub "Lika" (od 1974. godine Karate klub "Polet"). Prvi hrvatski karate klubovi su 1967. godine udruženi u Karate odbor Hrvatske. Prvi predsjednik Karate odbora Hrvatske bio je Žarko Modrić.
Karate savez Hrvatske osnovan je 1970. godine a osnivačka skupština održana je u prostoriji Fakulteta za fizičku kulturu (sada Kineziološki fakultet) u Kačićevoj ulici u Zagrebu. Prvi predsjednik Karate saveza Hrvatske bio je Radomir Potrebić.
Karate savez Zagreba osnovan je 1972. godine a prvi predsjednik bio je Emin Topić.
Prva prvenstva Hrvatske i Jugoslavije održana su krajem šezdesetih godina u dvorani KUD "Kolo" na Trgu maršala Tita u Zagrebu. 
Prvo momčadsko natjecanje u Hrvatskoj održano je 1971. godine u Ogulinu. Pojedinačno Prvenstvo Hrvatske (ukupno 5. po redu) 1971. godine održano je na Fakultetu za fizičku kulturu u Zagrebu i ŠD "Trešnjevka". Rezultati po skupinama - laka: Đurek (Lika), polusrednja: Remenar (Kata), srednja: Kiseljak (Lika), poluteška: Rodić (Ogulin), teška: Gaćina (Lika), apsolutna: Đaja (Split). Kasnije, natjecanja su održavana u ŠD "Dom športova".
Prvo juniorsko prvenstvo i prvo natjecanje žena u borbama održano je 1972. godine u dvorani Vojnog učilišta u Ilici u Zagrebu. Prvo natjecanje u katama održano je krajem sedamdesetih godina.
U Splitu je travnja 1969.godine održano prvo međunarodno natjecanje "Kup Jadrana". U sklopu natjecanja je održan i drugi europski međunarodni sudački seminar (EKU) na kojemu su za sudačka zvanja položili Berislav Jandrić, Emin Topić i Žarko Modrić. Gost natjecanja bio je predsjednik Europske karate unije (EKU) Jacques Delcourt.

## Reprezentacija
Reprezentacija Hrvatske imala je svoj prvi nastup u Zagrebu 1972. godine protiv reprezentacije Austrije i pobijedila s rezultatom 11:9 u sastavu Donatović, Potrebić, Gaćina, Mikulek, Deverić, Remenar, Bilandžić, Feitl, Tenodi i Jelić. Tijekom sedamdesetih boje Hrvatske i Jugoslavije branili su Berislav Jandrić, Jadranko Jurjević, Franjo Mikulek, Čedomil Vugrinčić, Željko Matić, Lovro Donatović, Radomir Potrebić, Vjekoslav Šafranić, Želimir Feitl, Nikola Kiseljak, Stjepan Čelan, Ilija Smoljenović, Nikola Putnik itd. U susretu reprezentacija Francuske, europskih i svjetskih prvaka i Jugoslavije 1972. godine u Beogradu, jedinu pobjedu za Jugoslaviju izborio je Berislav Jandrić u borbi s tadašnjim europskim prvakom Sauvinom.
U Zagrebu je 1972. godine održan prvi republički sudački seminar na Fakultetu za fizičku kulturu a predavači su bili Berislav Jandrić i Radomir Potrebić.
Prvi momčadski prvaci Hrvatske bili su 1973. godine natjecatelji Karate kluba "Tempo". Prvaci drugog momčadskog prvenstva Hrvatske održanog u Varaždinu 1974. godine bili su natjecatelji Karate kluba "Polet".
Prvi trenerski seminar održan je na Badiji 1975. godine u organizaciji Fakulteta za fizičku kulturu iz Zagreba s predavačima prof. Branimirom Kulešom i Ing.želimir Feitlom a prvo antropološko mjerenje, mjerenje snage, izdržljivosti i brzine hrvatskih reprezentativaca provedeno je isto na Fakultetu za fizičku kulturu u Zagrebu u Kačićevoj ulici 1974. godine.
Prvi nosioci DAN -ova, crnih pojaseva u Hrvatskoj bili su Berislav Jandrić i Žarko Modrić koji su kasnije dodijelili DAN-ove ostalim karatistima diljem Hrvatske.
Početkom sedamdesetih godina dolazi do podjele u Europskoj karate federaciji. Dio nacionalnih saveza formira All Europe Karate Federation u kojoj dominantnu ulogu zadržavaju japanski instruktori Nakayama, Kase, Kanazawa, Chirai, Enoeda i Abe.
Karate savez Jugoslavije isključen je 1972. godine iz Europske karate unije tako da su 1973. godine na kongresu Sveeuropske karate federacije (All Europe Karate Federation)  u Saarbrücken –u Berislav Jandrić i Jadranko Jurjević zastupali Karate savez Hrvatske i sudjelovali na međunarodnom trenerskom i sudačkom seminaru. Berislav Jandrić je sudio na europskom prvenstvu AEKF-a 1973. godine u Saarbrücken –u.
Karate savez Jugoslavije primljen je u članstvo EKU ponovno 1984. godine.
Od sredine sedamdesetih pa do kraja osamdesetih godina nastupili su crni dani za hrvatske karatiste. Dominantnu vlast u hrvatskom karateu imale su osobe koje su radile protiv interesa hrvatskog karatea, hrvatskih natjecatelja, sudaca i klubova. Formiran je i ilegalan savez. Osnivači ilegalnog saveza su bili disciplinski kažnjeni a neki su se prestali baviti karate sportom.  
Početkom domovinskog rata 1991. godine formiran je krizni stožer u sastavu Berislav Jandrić,Branimir Kuleš, Želimir Feitl itd. Prvi predsjednik novoimenovanog Hrvatskog karate saveza bio je Branimir Kuleš a Berislav Jandrić bio je predsjednik Sudačke komisije.
Sljedila je borba za afirmaciju hrvatskog karatea u svijetu, jačanje hrvatske karate organizacije i izbacivanje iz te organizacije svih koji do 1991. nisu radili u interesu hrvatskog karatea.
Izbornik hrvatske reprezentacije za kadete postao je 1991. Slaven Mikelić. Pod njegovim vodstvom osvojili su više medalja na europskim prvenstvima. Mikelić je od 1995. do 1997. bio izbornikom ženske juniorske i seniorske hrvatske reprezentacije Hrvatske, a od 1997. do 2002. izbornik je hrvatske seniorske reprezentacije. U tom razdoblju Hrvatska je osvojila brojna odličja na europskim i svjetskim prvenstvima, svjetskim kupovima i Mediteranskim igrama. Na svjetskom prvenstvu u New Yorku 1995. osvojio je odličje kao natjecatelj. Dajana Jašić ga je u knjizi Biti trener stavila u galeriju 22 istaknuta športska trenera (21 iz Hrvatske te Bogdan Tanjević).
Hrvatski karate savez primljen je u Europsku karate uniju 1992. godine u Nizozemskoj (Den Bosch) a u Svjetsku karate uniju (WKU) iste godine u Španjolskoj (Grenada).
U periodu od 1993. pa do 1995. godine Berislav Jandrić i Jadranko Jurjević na kongresima Europske karate unije (EKU) borili su se za ravnopravnost malih zemalja i protiv privatizacije unije od strane pojedinih europskih moćnika i zemalja.
Na Svjetskom kupu 1995. godine zbog incidenta kojega je izazvao Enver Idrizi i njegovi navijači Hrvatski karate savez je suspendiran na dvije godine.
Na Izbornoj skupštini Hrvatskog karate saveza krajem 1995. u Osijeku je izabrano novo vodstvo.

Od osamostaljenja Hrvatske, karate je računajući europska i svjetska prvenstva najtrofejniji hrvatski šport.
Hrvatski karate savez je na kongresu Europske karate federacije održane u Bremenu 2003. godine dobio organizaciju Seniorskog europskog prvenstva 2009. godine.
U Rijeci je 2004. godine održano Europsko kadetsko i juniorsko prvenstvo.
Na kongresu Europske karate federacije (EKF) na Tenerifima 2005. godine Stjepan Čelan izabran je za člana Izvršnog odbora (EKF Directing Committee - Executive Board).
Posljednji u nizu osvajača medalja u seniorskoj konkurenciji je Anđelo Kvesić koji se vratio iz Austrije s brončanim odličjem sa svjetskog prvenstva.

## Predsjednici
Osobe koje su obnašale dužnost predsjednika
• Berislav Jandrić, predsjednik Karate komisije (unutar Judo saveza Hrvatske), 1965. – 1967.

• Žarko Modrić, predsjednik Karate odbora Hrvatske, 1967. – 1970.

• Radomir Potrebić, predsjednik Karate saveza Hrvatske, 1970. – 1972.

• Berislav Jandrić, predsjednik Karate saveza Hrvatske, 1972. – 1974.

• Nikola Smoljenović, predsjednik Karate saveza Hrvatske, 1974. – 1975.

• Berislav Jandrić, predsjednik Karate saveza Hrvatske, 1975. – 1981.

• Ivan Jarnjak, predsjednik Karate saveza Hrvatske, 1981. – 1982.

• Dušan Petrovski, predsjednik Karate saveza Hrvatske, 1982. – 1985.

• Marijan Mlinarić, predsjednik Karate saveza Hrvatske, 1985. – 1987.

• Nikola Matijević, predsjednik Karate saveza Hrvatske, 1987. – 1989.

• Ilija Smoljenović, predsjednik Karate saveza Hrvatske, 1989. – 1991.

• Branimir Kuleš, predsjednik Hrvatskog karate saveza, 1991. – 1995.

• Stjepan Čelan, predsjednik Hrvatskog karate saveza, 1995. -

## Pogledajte i
- Hrvatski klubovi osvajači i finalisti europskih ili svjetskih kupova
- Handikarate
- Hrvatski karate savez
- Popis hrvatskih karate klubova

## Vanjske poveznice
- Hrvatski karate savez
- Adresar karate klubova u regiji